# European Hockey League 1999/2000
Die Saison 1999/2000 der European Hockey League war die vierte und letzte Austragung des Wettbewerbs der Internationalen Eishockey-Föderation IIHF. Er wurde zwischen dem 21. September 1999 und 6. Februar 2000 ausgetragen. Insgesamt nahmen 16 Mannschaften – so wenige wie nie in der Geschichte der EHL – aus elf Nationen teil. Die Ligen aus Russland, Finnland, Tschechien, Schweden und Deutschland waren mit jeweils zwei Teams im Wettbewerb vertreten.
Als letzter Sieger des traditionellen Final Four, das im Resega in schweizerischen Lugano veranstaltet wurde, ging der HK Metallurg Magnitogorsk aus der russischen Superliga hervor, der bereits im Vorjahr den Titel in Form der Silver Stone Trophy errungen hatte. Das Team aus dem Ural traf – wie bereits der Gewinner der beiden Vorjahre – auf den Sieger des IIHF Continental Cups, um den IIHF Super Cup auszuspielen.
Insgesamt besuchten 225.369 Zuschauer die 60 Spiele des Wettbewerbs, womit ein Schnitt von lediglich 3.756 pro Partie erreicht wurde. Aufgrund der fehlenden Resonanz sowohl bei den Teams und Ligen selbst als auch den Zuschauern und Sponsoren wurde die European Hockey League seitens der IIHF im Folgejahr eingestellt. Erst mit dem im Jahr 2005 ins Leben gerufenen IIHF European Champions Cup wurde wieder der beste Landesmeister Europas gekürt.

## Teilnehmer
Die 16 Teilnehmer, die der letzten Austragung beiwohnten, stammten aus elf verschiedenen europäischen Ligen. Die stärksten unter ihnen stellten dabei mehr als nur einen Teilnehmer, darunter die finnische SM-liiga, schwedische Elitserien, tschechische Extraliga, russische Superliga und die Deutsche Eishockey Liga mit jeweils zwei.
In der letzten EHL-Austragung nahm ein Minimum von nur 16 Teilnehmern am Wettbewerb teil. Mit Ausnahme des slowakischen und britischen Meisters war jedes Land durch seinen Titelträger vertreten, womit neun Stück aufliefen. Hinzu kamen noch fünf Vizemeister. Darüber hinaus gab es noch einige Wildcards.
- TPS Turku (Meister der SM-liiga)
- HIFK Helsinki (Vizemeister der SM-liiga)
- Brynäs IF Gävle (Meister der Elitserien)
- MoDo Hockey Örnsköldsvik (Vizemeister der Elitserien)
- HC Slovnaft Vsetín (Meister der Extraliga)
- HC Sparta Prag (Hauptrundenvierter der Extraliga)
- HK Metallurg Magnitogorsk (Titelverteidiger; Meister der Superliga)
- HK Dynamo Moskau (Vorjahresfinalist; Vizemeister der Superliga)
- Adler Mannheim (Meister der Deutschen Eishockey Liga)
- Nürnberg Ice Tigers (Vizemeister der Deutschen Eishockey Liga)
- HC Slovan Bratislava (Vizemeister der Extraliga)
- HC Lugano (Meister der Nationalliga A)
- HC Amiens Somme (Meister der Ligue Magnus)
- EC Heraklith Villacher SV (Meister der Österreichischen Bundesliga)
- Vålerenga IF Oslo (Meister der Eliteserien)
- Manchester Storm (Hauptrundenerster der Ice Hockey Superleague)

| TPS Turku |

| HIFK Helsinki |

| Brynäs IF |

| MoDo Hockey Örnsköldsvik |

| HC Slovnaft Vsetín |

| HC Sparta Prag |

| HK Metallurg Magnitogorsk |

| HK Dynamo Moskau |

| Adler Mannheim |

| Nürnberg Ice Tigers |

| HC Slovan Bratislava |

| HC Lugano |

| HC Amiens Somme |

| EC Villacher SV |

| Vålerenga IF Oslo |

| Manchester Storm |

## Gruppenphase
An der Gruppenphase, die vom 21. September bis zum 7. Dezember 1999 ausgetragen wurde, nahmen insgesamt 16 Mannschaften in vier Gruppen à vier Teams teil. Diese ermittelten im Ligasystem die Platzierungen. Der Gruppenerste und -zweite jeder Gruppe erreichte das Viertelfinale.

### Gruppe A
In der Gruppe A setzten sich der HC Slovan Bratislava aus der Slowakei sowie der Titelverteidiger und amtierende russische Meister HK Metallurg Magnitogorsk durch. Während Bratislava nach einem überraschenden Sieg in Magnitogorsk sowie einer knappen Heimniederlage gegen selbige mit 13 Punkten den Gruppensieg davontrug, musste der Titelverteidiger bis zum letzten Spieltag um den Finaleinzug zittern, da der EC Heraklith Villacher SV nach Niederlagen an den ersten beiden Spieltagen in der Folge unbesiegt blieb und zehn Punkte erreichte. Als abgeschlagener Gruppenletzter mit nur einem Punkt musste sich der Drittplatzierte von 1998, der HC Slovnaft Vsetín, frühzeitig aus dem Wettbewerb verabschieden.
| 21. September 1999 | HK Metallurg Magnitogorsk | 5:3 (2:1, 1:1, 2:0)                 | HC Slovnaft Vsetín        | Romasan Eispalast, Magnitogorsk Zuschauer: |
| 21. September 1999 | HC Slovan Bratislava      | 3:2 (0:1, 1:0, 2:1)                 | EC Heraklith Villacher SV | ST Aréna, Bratislava Zuschauer:            |
| 5. Oktober 1999    | HC Slovnaft Vsetín        | 2:3 (0:1, 0:1, 2:1)                 | HC Slovan Bratislava      | Zimní stadion Na Lapači, Vsetín Zuschauer: |
| 5. Oktober 1999    | EC Heraklith Villacher SV | 3:6 (0:3, 1:2, 2:1)                 | HK Metallurg Magnitogorsk | Stadthalle, Villach Zuschauer:             |
| 19. Oktober 1999   | HK Metallurg Magnitogorsk | 1:2 (0:1, 1:0, 0:1)                 | HC Slovan Bratislava      | Romasan Eispalast, Magnitogorsk Zuschauer: |
| 19. Oktober 1999   | HC Slovnaft Vsetín        | 4:5 n. P. (0:2, 1:0, 2:1, 0:0, 0:1) | EC Heraklith Villacher SV | Zimní stadion Na Lapači, Vsetín Zuschauer: |
| 2. November 1999   | HC Slovan Bratislava      | 3:4 n. P. (0:2, 0:1, 3:0, 0:0, 0:1) | HK Metallurg Magnitogorsk | ST Aréna, Bratislava Zuschauer:            |
| 2. November 1999   | EC Heraklith Villacher SV | 6:2 (2:1, 3:1, 1:0)                 | HC Slovnaft Vsetín        | Stadthalle, Villach Zuschauer:             |
| 16. November 1999  | HK Metallurg Magnitogorsk | 5:6 n. V. (1:0, 3:1, 1:4, 0:1)      | EC Heraklith Villacher SV | Romasan Eispalast, Magnitogorsk Zuschauer: |
| 16. November 1999  | HC Slovan Bratislava      | 6:1 (4:0, 1:1, 1:0)                 | HC Slovnaft Vsetín        | ST Aréna, Bratislava Zuschauer:            |
| 30. November 1999  | HC Slovnaft Vsetín        | 3:4 (1:0, 2:2, 0:2)                 | HK Metallurg Magnitogorsk | Zimní stadion Na Lapači, Vsetín Zuschauer: |
| 30. November 1999  | EC Heraklith Villacher SV | 3:1 (1:1, 1:0, 1:0)                 | HC Slovan Bratislava      | Stadthalle, Villach Zuschauer:             |

| Pl. |                           | Sp | S | OTS | OTN | N | Tore  | Punkte |
| --- | ------------------------- | -- | - | --- | --- | - | ----- | ------ |
| 1.  | HC Slovan Bratislava      | 6  | 4 | 0   | 1   | 1 | 18:13 | 13     |
| 2.  | HK Metallurg Magnitogorsk | 6  | 3 | 1   | 1   | 1 | 25:20 | 12     |
| 3.  | EC Heraklith Villacher SV | 6  | 2 | 2   | 0   | 2 | 25:21 | 10     |
| 4.  | HC Slovnaft Vsetín        | 6  | 0 | 0   | 1   | 5 | 15:29 | 1      |

### Gruppe B
Die Gruppe B sah den finnischen Vizemeister HIFK Helsinki auf dem ersten Platz. Mit Ausnahme einer 12:1-Niederlage gegen den Gruppenzweiten HC Sparta Prag, zu einem Zeitpunkt, als sie bereits sicher für das Viertelfinale qualifiziert waren, gaben sich die Finnen in der Vorrunde keine Blöße. Die beiden weiteren Teams der Gruppe, Brynäs IF Gävle aus Schweden und die Manchester Storm, verpassten mit sieben respektive zwei Punkten die nächste Runde deutlich und waren gegen die beiden offensivstärksten Teams der Vorrunde fast chancenlos.
| 28. September 1999 | Brynäs IF Gävle  | 5:4 n. P. (1:1, 2:1, 1:2, 0:0, 1:0) | HC Sparta Prag   | Gavlerinken, Gävle Zuschauer:           |
| 28. September 1999 | Manchester Storm | 3:5 (1:1, 0:3, 2:1)                 | HIFK Helsinki    | M.E.N. Arena, Manchester Zuschauer:     |
| 12. Oktober 1999   | HIFK Helsinki    | 5:0 (2:0, 1:0, 2:0)                 | Brynäs IF Gävle  | Helsingin Jäähalli, Helsinki Zuschauer: |
| 12. Oktober 1999   | HC Sparta Prag   | 2:1 n. P. (1:0, 0:0, 0:1, 0:0, 1:0) | Manchester Storm | Paegas Arena, Prag Zuschauer:           |
| 26. Oktober 1999   | Brynäs IF Gävle  | 4:1 (1:0, 1:0, 2:1)                 | Manchester Storm | Gavlerinken, Gävle Zuschauer:           |
| 26. Oktober 1999   | HIFK Helsinki    | 6:3 (0:0, 5:1, 1:2)                 | HC Sparta Prag   | Helsingin Jäähalli, Helsinki Zuschauer: |
| 9. November 1999   | Manchester Storm | 1:4 (0:1, 1:1, 0:2)                 | HC Sparta Prag   | M.E.N. Arena, Manchester Zuschauer:     |
| 9. November 1999   | Brynäs IF Gävle  | 4:6 (1:2, 0:2, 3:2)                 | HIFK Helsinki    | Gavlerinken, Gävle Zuschauer:           |
| 23. November 1999  | HC Sparta Prag   | 12:1 (2:1, 7:0, 3:0)                | HIFK Helsinki    | Paegas Arena, Prag Zuschauer:           |
| 23. November 1999  | Manchester Storm | 4:5 n. P. (1:2, 2:1, 1:1, 0:0, 0:1) | Brynäs IF Gävle  | Blackburn Arena, Blackburn Zuschauer:   |
| 7. Dezember 1999   | HC Sparta Prag   | 4:1 (1:0, 1:0, 2:1)                 | Brynäs IF Gävle  | Paegas Arena, Prag Zuschauer:           |
| 7. Dezember 1999   | HIFK Helsinki    | 6:3 (2:1, 2:1, 2:1)                 | Manchester Storm | Helsingin Jäähalli, Helsinki Zuschauer: |

| Pl. |                  | Sp | S | OTS | OTN | N | Tore  | Punkte |
| --- | ---------------- | -- | - | --- | --- | - | ----- | ------ |
| 1.  | HIFK Helsinki    | 6  | 5 | 0   | 0   | 1 | 29:25 | 15     |
| 2.  | HC Sparta Prag   | 6  | 3 | 1   | 1   | 1 | 29:15 | 12     |
| 3.  | Brynäs IF Gävle  | 6  | 1 | 2   | 0   | 3 | 19:24 | 7      |
| 4.  | Manchester Storm | 6  | 0 | 0   | 2   | 4 | 13:26 | 2      |

### Gruppe C
In der Gruppe C qualifizierten sich der amtierende schwedische Meister, MoDo Hockey Örnsköldsvik, und der amtierende finnische Meister, TPS Turku, für das Viertelfinale. Die beiden Landesmeister aus Norwegen, Vålerenga IF Oslo, und die Adler Mannheim aus Deutschland schieden hingegen aus. Örnsköldsvik verlor lediglich am letzten Spieltag gegen Turku, als sie bereits für die nächste Runde qualifiziert waren. Oslo gewann beide Spiele gegen enttäuschende Mannheimer, die nicht an das Vorjahr anknüpfen konnten, und sicherte sich somit den dritten Platz.
| 21. September 1999 | TPS Turku                | 1:4 (0:2, 1:1, 0:1)                 | MoDo Hockey Örnsköldsvik | Elysée Arena, Turku Zuschauer:                    |
| 21. September 1999 | Adler Mannheim           | 4:5 n. P. (0:1, 1:2, 3:1, 0:0, 0:1) | Vålerenga IF Oslo        | Eisstadion am Friedrichspark, Mannheim Zuschauer: |
| 5. Oktober 1999    | MoDo Hockey Örnsköldsvik | 4:0 (0:0, 0:0, 4:0)                 | Adler Mannheim           | Kempehallen, Örnsköldsvik Zuschauer:              |
| 5. Oktober 1999    | Vålerenga IF Oslo        | 2:3 (1:1, 0:0, 1:1, 0:1)            | TPS Turku                | Jordal Amfi, Oslo Zuschauer:                      |
| 19. Oktober 1999   | TPS Turku                | 5:4 (1:1, 3:1, 1:2)                 | Adler Mannheim           | Elysée Arena, Turku Zuschauer:                    |
| 19. Oktober 1999   | MoDo Hockey Örnsköldsvik | 8:0 (2:0, 2:0, 4:0)                 | Vålerenga IF Oslo        | Kempehallen, Örnsköldsvik Zuschauer:              |
| 2. November 1999   | Vålerenga IF Oslo        | 2:3 (0:1, 1:1, 1:1)                 | MoDo Hockey Örnsköldsvik | Jordal Amfi, Oslo Zuschauer:                      |
| 2. November 1999   | Adler Mannheim           | 2:6 (0:3, 1:2, 1:1)                 | TPS Turku                | Eisstadion am Friedrichspark, Mannheim Zuschauer: |
| 16. November 1999  | TPS Turku                | 5:0 (2:0, 2:0, 1:0)                 | Vålerenga IF Oslo        | Elysée Arena, Turku Zuschauer:                    |
| 16. November 1999  | Adler Mannheim           | 1:6 (1:2, 0:1, 0:3)                 | MoDo Hockey Örnsköldsvik | Eisstadion am Friedrichspark, Mannheim Zuschauer: |
| 30. November 1999  | MoDo Hockey Örnsköldsvik | 1:2 (0:1, 1:0, 0:1)                 | TPS Turku                | Kempehallen, Örnsköldsvik Zuschauer:              |
| 30. November 1999  | Vålerenga IF Oslo        | 5:0 (1:0, 2:0, 2:0)                 | Adler Mannheim           | Jordal Amfi, Oslo Zuschauer:                      |

| Pl. |                          | Sp | S | OTS | OTN | N | Tore  | Punkte |
| --- | ------------------------ | -- | - | --- | --- | - | ----- | ------ |
| 1.  | MoDo Hockey Örnsköldsvik | 6  | 5 | 0   | 0   | 1 | 26:06 | 15     |
| 2.  | TPS Turku                | 6  | 4 | 1   | 0   | 1 | 22:13 | 14     |
| 3.  | Vålerenga IF Oslo        | 6  | 2 | 0   | 0   | 4 | 14:23 | 6      |
| 4.  | Adler Mannheim           | 6  | 0 | 0   | 1   | 5 | 11:31 | 1      |

### Gruppe D
Die größte Überraschung der Gruppenphase zeichnete sich im Pool D ab. Dort erreichten die Nürnberg Ice Tigers und der HC Lugano das Viertelfinale und schalteten somit den dreimaligen Finalteilnehmer der Vorjahre, den HK Dynamo Moskau, aus. Der deutsche Vizemeister aus Nürnberg blieb dabei als einzige Mannschaft der gesamten Vorrunde nach der regulären Spielzeit von 60 Minuten unbesiegt, während der HC Lugano von den vielen Punktverlusten der Russen profitierte. Als chancenlos erwies sich der französische Meister HC Amiens Somme, der kein Spiel gewann und lediglich fünf Tore erzielte.
| 28. September 1999 | Nürnberg Ice Tigers | 2:1 (1:0, 1:0, 0:1)                 | HK Dynamo Moskau    | Donau-Arena, Regensburg Zuschauer: 3600  |
| 28. September 1999 | HC Lugano           | 4:3 (1:0, 1:2, 2:1)                 | HC Amiens Somme     | Resega, Lugano Zuschauer:                |
| 12. Oktober 1999   | HK Dynamo Moskau    | 7:2 (3:2, 2:0, 2:0)                 | HC Lugano           | Sportpalast Luschniki, Moskau Zuschauer: |
| 12. Oktober 1999   | HC Amiens Somme     | 0:4 (0:0, 0:3, 0:1)                 | Nürnberg Ice Tigers | Coliséum, Amiens Zuschauer:              |
| 26. Oktober 1999   | HK Dynamo Moskau    | 3:0 (2:0, 1:0, 0:0)                 | HC Amiens Somme     | Sportpalast Luschniki, Moskau Zuschauer: |
| 26. Oktober 1999   | Nürnberg Ice Tigers | 4:3 (0:0, 1:2, 3:1)                 | HC Lugano           | Donau-Arena, Regensburg Zuschauer:       |
| 2. November 1999   | HC Amiens Somme     | 0:5 (0:2, 0:1, 0:2)                 | HK Dynamo Moskau    | Coliséum, Amiens Zuschauer:              |
| 2. November 1999   | HC Lugano           | 4:3 n. P. (1:1, 0:1, 2:1, 0:0, 1:0) | Nürnberg Ice Tigers | Resega, Lugano Zuschauer:                |
| 23. November 1999  | HC Lugano           | 3:1 (1:1, 1:0, 1:0)                 | HK Dynamo Moskau    | Resega, Lugano Zuschauer:                |
| 23. November 1999  | Nürnberg Ice Tigers | 8:2 (5:1, 1:0, 2:1)                 | HC Amiens Somme     | Donau-Arena, Regensburg Zuschauer:       |
| 7. Dezember 1999   | HC Amiens Somme     | 0:6 (0:2, 0:1, 0:3)                 | HC Lugano           | Coliséum, Amiens Zuschauer:              |
| 7. Dezember 1999   | HK Dynamo Moskau    | 1:2 n. P. (0:1, 0:0, 1:0, 0:0, 0:1) | Nürnberg Ice Tigers | Sportpalast Luschniki, Moskau Zuschauer: |

| Pl. |                     | Sp | S | OTS | OTN | N | Tore  | Punkte |
| --- | ------------------- | -- | - | --- | --- | - | ----- | ------ |
| 1.  | Nürnberg Ice Tigers | 6  | 4 | 1   | 1   | 0 | 23:11 | 15     |
| 2.  | HC Lugano           | 6  | 3 | 1   | 0   | 2 | 22:18 | 11     |
| 3.  | HK Dynamo Moskau    | 6  | 3 | 0   | 1   | 2 | 18:09 | 10     |
| 4.  | HC Amiens Somme     | 6  | 0 | 0   | 0   | 6 | 05:30 | 0      |

## Finalrunde
Für die Finalrunde qualifizierten sich jeweils die Erst- und Zweitplatzierten der vier Vorrundengruppen. Im Viertelfinale traf jeweils ein Gruppensieger in Hin- und Rückspiel auf einen der Gruppenzweiten. Wenn beide Mannschaften jeweils ein Spiel gewonnen hatten oder beide Partien unentschieden endeten, gab es im Anschluss an die zweite Partie eine entscheidende Verlängerung oder falls notwendig ein Penaltyschießen, das beim Stand von 0:0 begann. Das Torverhältnis spielte keine Rolle. Die vier siegreichen Mannschaften der Vergleiche erreichten schließlich das Final Four.
Das Halbfinale sowie die beiden Platzierungsspiele wurden in nur einem Duell entschieden. Bei einem Unentschieden nach der regulären Spielzeit folgte im Anschluss ebenfalls eine Verlängerung und falls notwendig ein Penaltyschießen.
|  | Viertelfinale | Viertelfinale          | Viertelfinale |  |  | Halbfinale | Halbfinale             | Halbfinale |  |  | Finale           | Finale                 | Finale           |
|  |               |                        |               |  |  |            |                        |            |  |  |                  |                        |                  |
|  | C1            | MoDo Örnsköldsvik      | 1             |  |  |            |                        |            |  |  |                  |                        |                  |
|  | A2            | Metallurg Magnitogorsk | 1*            |  |  |            |                        |            |  |  |                  |                        |                  |
|  |               |                        |               |  |  | A2         | Metallurg Magnitogorsk | 5          |  |  |                  |                        |                  |
|  |               |                        |               |  |  | C2         | TPS Turku              | 3          |  |  |                  |                        |                  |
|  | B1            | HIFK Helsinki          | 1             |  |  |            |                        |            |  |  |                  |                        |                  |
|  | C2            | TPS Turku              | 1*            |  |  |            |                        |            |  |  |                  |                        |                  |
|  |               |                        |               |  |  |            |                        |            |  |  | A2               | Metallurg Magnitogorsk | 2                |
|  |               |                        |               |  |  |            |                        |            |  |  | B2               | HC Sparta Prag         | 0                |
|  | A1            | HC Slovan Bratislava   | 0             |  |  |            |                        |            |  |  |                  |                        |                  |
|  | D2            | HC Lugano              | 2             |  |  |            |                        |            |  |  |                  |                        |                  |
|  |               |                        |               |  |  | D2         | HC Lugano              | 2          |  |  |                  |                        |                  |
|  |               |                        |               |  |  | B2         | HC Sparta Prag         | 3          |  |  | Spiel um Platz 3 | Spiel um Platz 3       | Spiel um Platz 3 |
|  | D1            | Nürnberg Ice Tigers    | 0             |  |  |            |                        |            |  |  | D2               | HC Lugano              | 1                |
|  | B2            | HC Sparta Prag         | 2             |  |  |            |                        |            |  |  | C2               | TPS Turku              | 6                |

### Viertelfinale
Für das Viertelfinale qualifizierten sich nach Abschluss der Gruppenphase sechs Meister sowie zwei Vizemeister. Als einziges Land war Finnland noch mit zwei Mannschaften im Wettbewerb vertreten.
Während sich in den Partien zwischen Bratislava und Lugano sowie Nürnberg und Prag die Mannschaften aus Lugano und Prag mit zwei Siegen souverän durchsetzten, gewannen in den Duellen zwischen Örnsköldsvik und Magnitogorsk sowie der Wiederauflage der Finalserie der finnischen Meisterschaft zwischen Turku und Helsinki jeweils beide Mannschaften ihr Heimspiel. Im anschließenden Penaltyschießen konnten Magnitogorsk und Turku das Ticket zum Final Four lösen.
| 4. Januar 2000  | HK Metallurg Magnitogorsk | 4:0 (0:0, 2:0, 2:0) | MoDo Hockey Örnsköldsvik  | Romasan Eispalast, Magnitogorsk Zuschauer: |
| 11. Januar 2000 | MoDo Hockey Örnsköldsvik  | 6:4 (2:0, 3:1, 1:3) | HK Metallurg Magnitogorsk | Kempehallen, Örnsköldsvik Zuschauer:       |
|                 |                           | Penaltyschießen 0:1 |                           |                                            |

| 4. Januar 2000  | TPS Turku     | 5:3 (2:1, 0:0, 3:2) | HIFK Helsinki | Elysée Arena, Turku Zuschauer:          |
| 11. Januar 2000 | HIFK Helsinki | 3:2 (1:0, 1:1, 1:1) | TPS Turku     | Helsingin Jäähalli, Helsinki Zuschauer: |
|                 |               | Penaltyschießen 0:1 |               |                                         |

| 4. Januar 2000  | HC Lugano            | 5:2 (3:1, 2:0, 0:1) | HC Slovan Bratislava | Resega, Lugano Zuschauer: 5.682       |
| 11. Januar 2000 | HC Slovan Bratislava | 5:6 (1:2, 2:0, 2:4) | HC Lugano            | ST Aréna, Bratislava Zuschauer: 6.582 |

| 4. Januar 2000  | HC Sparta Prag      | 4:0 (0:0, 3:0, 1:0) | Nürnberg Ice Tigers | Paegas Arena, Prag Zuschauer:            |
| 11. Januar 2000 | Nürnberg Ice Tigers | 2:3 (1:0, 0:3, 1:0) | HC Sparta Prag      | Donau-Arena, Regensburg Zuschauer: 4.200 |

### Final Four
Das Final Four mit den beiden Halbfinalpartien sowie den folgenden Platzierungsspielen um den dritten Platz und Finalsieg fand am 5. und 6. Februar 2000 im Resega im schweizerischen Lugano statt.

#### Halbfinale
Im Halbfinale trafen Magnitogorsk auf Turku und der Gastgeber Lugano auf Prag. Das erste Halbfinale sah den Titelverteidiger aus dem Ural durch ein herausragendes Schlussdrittel, in dem ein 0:3-Rückstand noch in einen 5:3-Sieg umgekehrt wurde, das Finale am folgenden Tag erreichen. Zwischen der 46. und 54. Spielminute hatten die Russen dabei vier Tore erzielt und das Spiel zu ihren Gunsten gedreht. In der zweiten Partie scheiterte Lugano erst in der Verlängerung am HC Sparta Prag mit 2:3 und musste sich mit dem Spiel um den dritten Platz begnügen. Den entscheidenden Treffer erzielte Vladimír Vůjtek in der 64. Minute.
| 5. Februar 2000 | HK Metallurg Magnitogorsk | 5:3 (0:2, 0:1, 5:0)            | TPS Turku      | Resega, Lugano Zuschauer:       |
| 5. Februar 2000 | HC Lugano                 | 2:3 n. V. (1:0, 0:2, 1:0, 0:1) | HC Sparta Prag | Resega, Lugano Zuschauer: 7.761 |

#### Spiel um Platz 3
Das Spiel um den dritten Platz entwickelte sich nach der Hälfte der Spielzeit zu einer deutlichen Angelegenheit, als Turku innerhalb von drei Minuten zwei Tore erzielte und so mit 4:1 in Führung ging. Nach zwei weiteren Toren, auf die die Schweizer keine Antwort hatten, siegte Turku mit 6:1.
| 6. Februar 2000 | HC Lugano | 1:6 (1:2, 0:3, 0:1) | TPS Turku | Resega, Lugano Zuschauer: 6.403 |

#### Finale
Mit einem 2:0-Sieg über Prag gewann Magnitogorsk das letzte Finale der European Hockey League und verteidigte damit den Titel, den sie bereits im letzten Jahr gewonnen hatten. Die beiden Treffer erzielte Andrei Rasin, während sein Schlussmann Ihor Karpenko seinen zweiten Shutout im Rahmen der Finalrunde verbuchen konnte.
| 6. Februar 2000 | HK Metallurg Magnitogorsk A. Rasin (19:06) A. Rasin (23:04) | 2:0 (1:0, 1:0, 0:0) | HC Sparta Prag | Resega, Lugano Zuschauer: 4.546 |

## Statistik

### Beste Scorer
Abkürzungen: Sp = Spiele, T = Tore, V = Vorlagen, Pkt = Punkte, +/- = Plus/Minus; Fett: Turnierbestwert

#### Gruppenphase
| Spieler               | Team         | Sp | T | V | Pkt | +/− | SM |
| --------------------- | ------------ | -- | - | - | --- | --- | -- |
| Brad Purdie           | Villach      | 6  | 4 | 8 | 12  | +1  |    |
| Kent Salfi            | Villach      | 6  | 5 | 4 | 9   | +2  |    |
| Alexander Tscherbajew | Nürnberg     | 6  | 4 | 5 | 9   | +6  |    |
| Gino Cavallini        | Villach      | 6  | 4 | 5 | 9   | +1  |    |
| Aki Uusikartano       | Helsinki     | 6  | 6 | 2 | 8   | +5  | 0  |
| Markku Hurme          | Helsinki     | 6  | 6 | 2 | 8   | +4  | 8  |
| Russell Romaniuk      | Nürnberg     | 6  | 5 | 3 | 8   | +5  |    |
| Richard Žemlička      | Prag         | 6  | 5 | 3 | 8   | +2  |    |
| Jiří Zelenka          | Prag         | 6  | 4 | 4 | 8   | +7  |    |
| Anders Söderberg      | Örnsköldsvik | 6  | 3 | 5 | 8   | +2  | 0  |

#### Finalrunde
| Spieler              | Team         | Sp | T | V | Pkt | +/− | SM |
| -------------------- | ------------ | -- | - | - | --- | --- | -- |
| Tomi Kallio          | Turku        | 4  | 5 | 3 | 8   | +7  | 2  |
| Régis Fuchs          | Lugano       | 4  | 5 | 2 | 7   | +1  | 2  |
| Kai Nurminen         | Turku        | 4  | 2 | 5 | 7   | +5  | 4  |
| Philippe Bozon       | Lugano       | 4  | 1 | 6 | 7   | +1  | 2  |
| Wes Walz             | Lugano       | 4  | 3 | 3 | 6   |     | 4  |
| Alexander Koreschkow | Magnitogorsk | 4  | 4 | 1 | 5   | +5  | 4  |
| Kimmo Rintanen       | Turku        | 4  | 1 | 4 | 5   | +3  | 2  |
| Vladimír Vůjtek      | Prag         | 4  | 2 | 2 | 4   | +4  | 0  |
| Christian Dubé       | Lugano       | 4  | 2 | 2 | 4   | −1  | 2  |
| Jewgeni Koreschkow   | Magnitogorsk | 4  | 2 | 2 | 4   | +5  | 4  |

### Beste Torhüter
Abkürzungen: Sp = Spiele, TOI = Eiszeit (in Minuten), GT = Gegentore, SO = Shutouts, Sv% = gehaltene Schüsse (in %), GTS = Gegentorschnitt; Fett: Turnierbestwert

#### Gruppenphase
| Spieler        | Team         | Sp | TOI    | GT | SO | Sv%   | GTS  |
| -------------- | ------------ | -- | ------ | -- | -- | ----- | ---- |
| Marc Seliger   | Nürnberg     | 6  | 250:00 | 4  | 1  | 96,08 | 0,96 |
| Petr Bříza     | Prag         | 5  | 257:53 | 5  | 0  | 95,41 | 1,16 |
| Marko Leinonen | Örnsköldsvik | 6  | 360:00 | 6  | 2  | 95,00 | 1,00 |
| Boris Tortunow | Magnitogorsk | 4  | 179:31 | 7  | 0  | 91,57 | 2,34 |
| Radovan Biegl  | Bratislava   | 6  | 370:00 | 13 | 0  | 91,50 | 2,11 |

#### Finalrunde
| Spieler         | Team         | Sp | TOI    | GT | SO | Sv%   | GTS  |
| --------------- | ------------ | -- | ------ | -- | -- | ----- | ---- |
| Petr Bříza      | Prag         | 4  | 237:51 | 6  | 1  | 95,77 | 1,51 |
| Ihor Karpenko   | Magnitogorsk | 4  | 205:56 | 8  | 2  | 92,93 | 2,04 |
| Fredrik Norrena | Turku        | 4  | 188:43 | 7  | 0  | 92,71 | 2,23 |
| Petr Franěk     | Nürnberg     | 2  | 119:36 | 7  | 0  | 90,79 | 3,51 |
| Parris Duffus   | Helsinki     | 3  | 129:43 | 7  | 0  | 89,39 | 3,24 |

## Auszeichnungen
All-Star-Team des Final Four
| Angriff:      | Vladimír Vůjtek – Jewgeni Koreschkow – Tomi Kallio |
| Verteidigung: | Marko Kiprusoff – Peter Andersson                  |
| Tor:          | Petr Bříza                                         |

### Siegermannschaft
| European-Hockey-League-Sieger HK Metallurg Magnitogorsk | Torhüter: Ihor Karpenko, Sergei Semtschenok, Boris Tortunow Verteidiger: Wladimir Antipin, Wadim Glowazki, Aleh Ljawonzjeu, Aleh Mikultschyk, Waleri Nikulin, Andrei Saposchnikow, Igor Semljanoi, Andrei Sokolow, Sergei Tertyschny Angreifer: Maxim Bez, Sergei Gomoljako, Rawil Gusmanow, Waleri Karpow, Alexander Koreschkow, Jewgeni Koreschkow, Andrei Kudinow, Sergei Ossipow, Andrei Petrakow, Dmitri Popow, Witali Prochorow, Andrei Rasin, Alexei Stepanow Cheftrainer: Waleri Beloussow |